# Titularbistum Mundinitza
Thermopylae/Mundinitza (ital.: Termopile/Mundinizza) ist ein Titularbistum der römisch-katholischen Kirche.
Es geht zurück auf einen früheren Bischofssitz bei den Thermopylen, die in der Antike zur römischen Provinz Achaea gehörte.
| Titularbischöfe von Thermopylae/Mundinitza |                                                   | |                    |                   |
| Nr.                                        | Name                                              | Amt | von                | bis               |
| 1                                          | Johann von Isenberg OFM                           | Weihbischof in Speyer (Freie Reichsstadt Speyer) | 12. November 1466  | 2. September 1484 |
| 2                                          | Stephan Karrer OP                                 | Weihbischof in Speyer (Freie Reichsstadt Speyer) | 17. November 1484  | 1486              |
| 3                                          | Heinrich Schertlin                                | Weihbischof in Speyer (Freie Reichsstadt Speyer) | 18. Dezember 1486  | 1511              |
| 4                                          | Lukas Schleppel                                   | Weihbischof in Speyer (Freie Reichsstadt Speyer) | 31. März 1512      | 1520              |
| 5                                          | Anton Engelbrecht                                 | Weihbischof in Speyer (Freie Reichsstadt Speyer) | 16. April 1520     | 1525              |
| 6                                          | Pedro López de Mendoza                            | Weihbischof in Burgos (Spanien) | 5. Mai 1546        | 12. Mai 1563      |
| 7                                          | Pedro Miguel Valsorga                             | Koadjutorbischof von Huesca (Spanien) | 26. September 1633 | 7. November 1635  |
| 8                                          | Blas Tineo Palacios, O. de M.                     | Weihbischof in Granada (Spanien) | 22. September 1636 | Juni 1654         |
| 9                                          | Vladislaus Silnicki                               | Weihbischof in Wilna (Litauen) | 15. Februar 1683   | 8. Februar 1692   |
| 10                                         | Johann Peter von Burmann                          | Weihbischof in Köln (Kurköln) | 13. September 1694 | 1. Februar 1696   |
| 11                                         | Otto Honorius Reichsgraf von Egkh und Hungersbach | Weihbischof in Olmütz (Habsburgermonarchie) | 3. August 1729     | 30. April 1748    |
| 12                                         | Giovanni Luis SJ Titularerzbischof pro hac vice   | Koadjutorerzbischof von Cranganore (Mysore) | 19. Januar 1750    | 6. März 1751      |
| 13                                         | Francisco Xavier Aranha                           | Koadjutorbischof von Olinda (Brasilien) | 11. Februar 1754   | 17. November 1757 |
| 14                                         | Charles-Bernard-Collin de Contrisson              | Weihbischof in Laon (Königreich Frankreich) | 13. März 1775      |                   |
| 15                                         | Giovanni Angelo Porta, O.F.M. Cap.                | | 8. Januar 1821     | 25. August 1835   |
| 16                                         | Joseph-Isidore Godelle M.E.P.                     | 3. April 1857 – 21. März 1861 Apostolischer Koadjutorvikar von Pondicherry, 21. März 1861 – 15. Juli 1867 Apostolischer Vikar von Pondicherry (Mogulreich/Britisch-Indien) | 3. April 1857      | 15. Juli 1867     |
| 17                                         | Stephen Fennelly                                  | Apostolischer Vikar von Madras (Britisch-Indien) | 1. März 1868       | 1880              |
| 18                                         | António Joaquim de Medeiros                       | Weihbischof in Goa (Portugiesisch-Indien) | 29. August 1882    | 13. November 1884 |
| 19                                         | Franciscus Antonius Hubertus Boermans             | Koadjutorbischof von Roermond (Niederlande) | 5. Mai 1885        | 18. Juni 1886     |
| 20                                         | Antonio Dias Ferreira                             | Prälat von Mosambik (Portugiesisch-Ostafrika) | 14. März 1887      | 1. Juni 1891      |
| 21                                         | Benedetto Maria della Camera                      | Weihbischof in Cerreto Sannita (Italien) | 16. Januar 1893    | 19. Juni 1925     |
| 22                                         | Henry Gregory Thompson OSB                        | Altbischof von Gibraltar (Gibraltar) | 15. Juli 1927      | 27. Oktober 1942  |
| 23                                         | Alfred Aimé Léon Marie CSSp                       | Apostolische Vikar von Französisch-Guayana-Cayenne (Französisch-Guayana)                                                                                                   | 12. Januar 1945    | 29. Februar 1956  |
| 24                                         | Ignatius John Doggett OFM                         | Apostolische Vikar von Aitape (Territorium Papua und Neuguinea) | 11. November 1956  | 15. November 1966 |